# Photius II van Constantinopel
Photius II (Grieks: Φώτιος Β') (Büyükada (Prinseneilanden), 1874 - Constantinopel, 29 december 1935) was van 7 oktober 1929 tot 29 december 1935 patriarch van Constantinopel.
Patriarch Photius II werd in 1874 op de Prinseneilanden geboren als Dimitrios Maniatis (Grieks: Δημήτριος Μανιάτης).
Photius II besteeg de Oecumenische Troon op 7 oktober 1929. Tijdens zijn ambtsperiode herstelden Atatürk en Venizelos de betrekkingen tussen Turkije en Griekenland die al sinds de Grieks-Turkse oorlog van 1919 tot 1923 verzuurd waren. Door de aanstelling van de latere patriarch Athenagoras als aartsbisschop van Noord- en Zuid-Amerika slaagde Photius II erin de problemen binnen de Amerikaanse orthodoxe kerk op te lossen.
Photius II stierf in Constantinopel op 29 december 1935.